# Vila Isidora Petschka
Vila Isidora Petschka stojí v Praze 6-Bubenči v Pelléově ulici v areálu amerického velvyslanectví.

## Historie
Vilu v novorenesančním stylu navrhl roku 1895 architekt Alois Potůček a její výstavba probíhala v letech 1896-1897. Již v roce dokončení stavby ji prodal Elišce Schiffnerové.
Isidor Petschek (1854-1919) koupil vilu roku 1899. Drobnými stavebními úpravami prošla roku 1901 a o šest let později její zahradu doplnil skleník. Architekt Max Spielmann ji roku 1923 rozšířil směrem do dvora o arkýř s koupelnami.
Před začátkem 2. světové války vlastnil vilu Isidorův vnuk Viktor. Po roce 1945 se stala částí areálu rezidence velvyslance Spojených států amerických v Praze.
Popis
Dům je podobný první Potůčkově vile v Pelléově ulici čp. 11 (1891-1893). Přísně symetrická dvoupodlažní stavba má na uliční fasádě mírný střední rizalit se zvýrazněnou atikou. Bohatě štukovaná okna ve druhém podlaží lemují zdvojené pilastry, které zdobí iónské hlavice překryté nadpražím s festonovými ornamenty. Nároží ve druhém podlaží jsou armována, první podlaží pokrývá rustikování.